# Myszopłoch kolczasty
Myszopłoch kolczasty, ruszczyk kolczasty (Ruscus aculeatus L.) – gatunek zimozielonej rośliny z rodziny szparagowatych (Asparagaceae), w niektórych systemach w myszopłochowatych (Ruscaceae). Pochodzi z basenu Morza Śródziemnego i Czarnego, lecz został rozprzestrzeniony w inne regiony jako roślina parkowa i ogrodowa.

## Morfologia

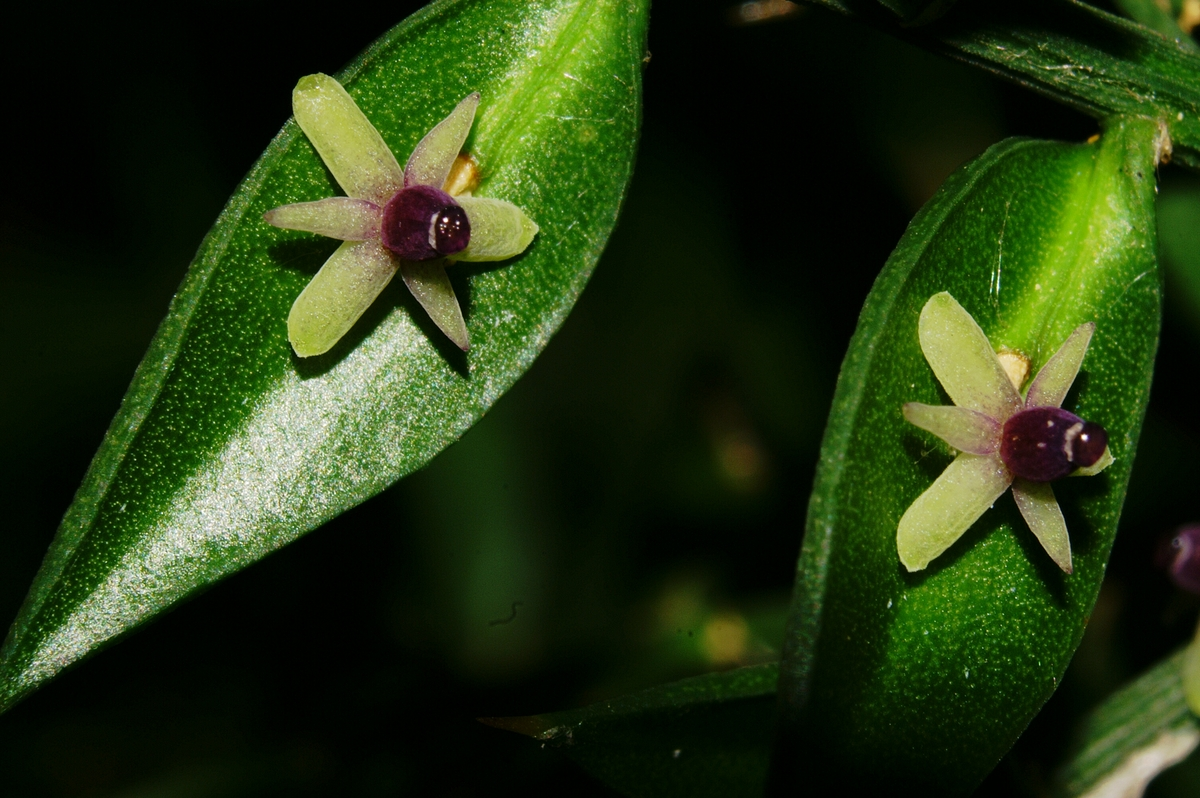
Kwiaty

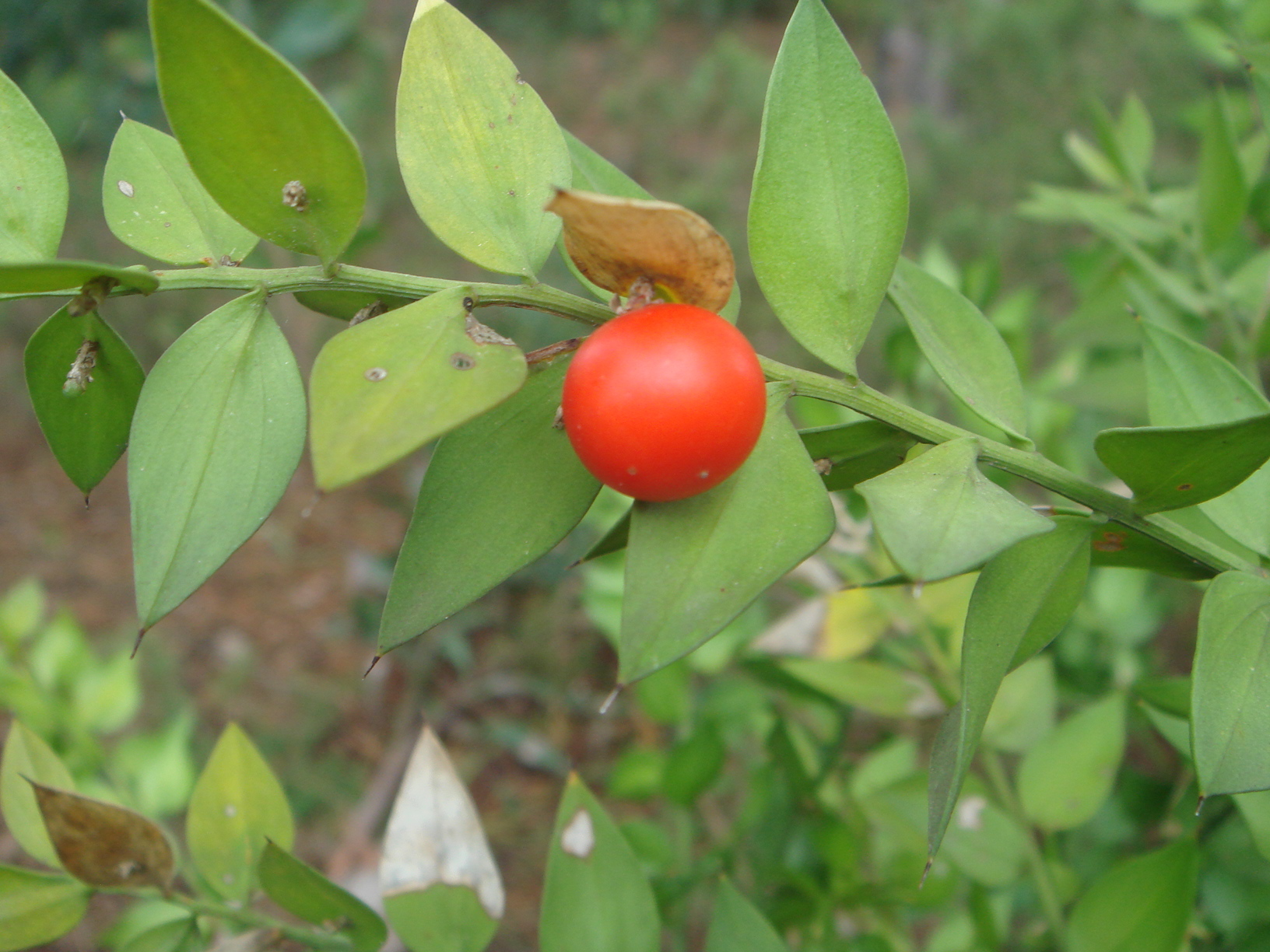
Owoc

LiścieZredukowane do drobnych łusek, ich funkcję pełnią gałęziaki.
KwiatyMałe, żółtobiałe. Rozwijają się na środku gałęziaków na przełomie marca i kwietnia.
OwoceCzerwone jagody o średnicy do 15 mm z 1–2 nasionami.

## Zastosowanie
Jest rośliną leczniczą, której surowiec zielarski stanowi kłącze, zbierane jesienią. Zawiera saponiny steroidowe typu spirostanu (m.in.: neuroruskogenina, ruscyna, ruskogenina, furostan i ruskozyd). Zwiększa napięcie żylne, działa przeciwzapalnie, uszczelnia naczynia włosowate, zwiększa przepływ żylny i ciśnienie krwi żylnej. Wyciągi z kłącza stosuje się m.in. przy: hemoroidach, obrzmieniach nóg, nocnych kurczach łydek, krwawieniach z dróg rodnych.
W krajach śródziemnomorskich młode pędy mają zastosowanie kulinarne (podobnie jak szparagi). Z nasion dawniej przyrządzano substytut kawy.
Dawniej, związane w pęczki gałęziaki ruszczyka służyły rzeźnikom do czyszczenia drewnianych bloków, na których oporządzali mięso (stąd wzięła się jego zwyczajowa nazwa – ang. butcher's broom ‘miotła rzeźnika’). Olejki eteryczne zawarte w tej roślinie miały ponadto zapobiegać namnażaniu się drobnoustrojów na drewnie.